# Brady Kiesling
John Brady Kiesling (Houston, 1957) è un diplomatico e archeologo statunitense.
È stato il primo di tre funzionari statunitensi in servizio all'estero a dimettersi, il 25 febbraio 2003, per protestare contro l'invasione dell'Iraq del 2003. La sua lettera di dimissioni al segretario di stato Colin Powell fu pubblicata dal New York Times e diffusa ampiamente.
Archeologo ed esperto in storia antica di formazione, Kiesling è entrato nel servizio diplomatico nel 1983. Ha prestato servizio in Israele, Marocco, Grecia e Armenia, tornando ad Atene come capo della sezione politica dell'Ambasciata degli Stati Uniti nel 2000.
Dopo le sue dimissioni, Kiesling ha trascorso un anno come visiting professor presso la Princeton University e poi è tornato ad Atene. Fino a maggio 2009, ha scritto una rubrica mensile intitolata "Diplomat in the Ruins" nelle Athens News in Grecia. Kiesling era sostenitore della politica estera multilateralista dell'ex presidente George H. W. Bush.
(Peter Waldman)
Altri libri di Kiesling includono Rediscovering Armenia (2003), una guida ad accesso aperto per l'Armenia e Greek Urban Warriors: Resistance and Terrorism 1967-2014 (Lycabettus Press 2014). Quest'ultima è una "meticolosa" storia dell'Organizzazione 17 novembre, il gruppo terroristico greco attivo dal 1975 al 2002. Kiesling e il quartiere Plaka di Atene sono descritti nelle pagine 38-46 de The Geography of Genius di Eric Weiner.

## Opere
- Rediscovering Armenia: An Archaeological/Touristic Gazetteer and Map Set for the Historical Monuments of Armenia. Yerevan: Tigran Mets, 2001. ISBN 99930-52-28-0. ( PDF version, su academia.edu. URL consultato l'11 dicembre 2019.) 2nd ed. Matit, 2005. ISBN 99941-0-121-8.
- Diplomacy Lessons: Realism for an Unloved Superpower. Washington, DC: Potomac, 2006. ISBN 1-59797-017-4.
- Greek Urban Warriors: Resistance and Terrorism 1967–2014. Athens: Lycabettus, 2014. ISBN 9789607269553.[7]